# Reef Check
Reef Check est une organisation non gouvernementale vouée à la conservation des écosystèmes récifaux et un programme de science participative. Son siège est basé à Los Angeles, Californie. 
Elle récolte des données de plongeurs de plus de 80 pays, dont la France, avec ses Outre-mer. Il s'agit du programme de suivi des récifs coralliens officiel des Nations unies,,.